# Terminalia latifolia
Terminalia latifolia är en tvåhjärtbladig växtart som beskrevs av Olof Swartz. Terminalia latifolia ingår i släktet Terminalia och familjen Combretaceae. Inga underarter finns listade i Catalogue of Life.